# گرمان خان
گرمان بوریسوویچ خان (به روسی: Герман Борисович Хан) (زاده ۲۶ اکتبر ۱۹۶۲ در کی‌یف) تاجر و کارآفرین روسی است، که بخش عمده سرمایه‌اش را در صنایع نفت و گاز متمرکز کرده‌است. وی فارغ‌التحصیل مؤسسه فولاد و آلیاژ مسکو می‌باشد.
پس از خریداری شرکت نفتی تی‌ان‌کی توسط گروه آلفا، جرمن خان، که از اعضای بنیانگذار گروه آلفا بود، به ریاست این شرکت، انتخاب شد. حتی پس از خریداری ۵۰٪ درصد از سهام تی‌ان‌کی-بی‌پی توسط شرکت بریتانیایی بی‌پی، وی همچنان سهام و جایگاه خود، به‌عنوان مدیر ارشد اجرایی را، حفظ نمود.
گرمان خان دارای پنج فرزند است و در حومه شهر مسکو زندگی می‌کند. وی علاقه زیادی به شکار دارد و دارای مجموعه‌ای بزرگ از اسلحه‌های ورزشی و تفنگ‌های شکاری است.